# ベルント・クルーガー
ベルント・クルーガー（Bernd Krueger）は、ドイツの音楽家、演奏家。

## 概要
MIDIデジタルピアノによる演奏を得意とし、展覧会の絵などのクラシック音楽の演奏も行った。

## 作品

### 展覧会の絵（原曲版）
- 第一プロムナード、小人
- 第二プロムナード、古城
- 第三プロムナード、テュイルリーの庭(遊びの後の子供たちの口喧嘩)
- ビドロ(牛車)
- 第四プロムナード、卵の殻をつけた雛の踊り
- サムエル・ゴールデンベルクとシュムイレ
- 第五プロムナード、リモージュの市場、カタコンベ(ローマ時代の墓)、死せる言葉による死者への呼びかけ
- 鶏の足の上に建つ小屋（バーバ・ヤーガ）、キエフの大門

### ベルント・クルーガーによるMIDIデジタルピアノ演奏
シューベルト第1楽章 アレグロ・ヴィヴァーチェ - ベルント・クルーガーによる打ち込み
シューベルト第2楽章 コン・モート - ベルント・クルーガーによる打ち込み
この音声や映像がうまく視聴できない場合は、Help:音声・動画の再生をご覧ください。
- 第2楽章 コン・モート
イ長調、4分の3拍子、ソナタ形式。

この音声や映像がうまく視聴できない場合は、Help:音声・動画の再生をご覧ください。
- 第2楽章 コン・モート
イ長調、4分の3拍子、ソナタ形式。

ベートーヴェンの『交響曲第2番 ニ長調』の第2楽章にも似た長大な緩徐楽章。リズムに微妙なシンコペーションをつけているが、「天国的な長さ」と冗長さを指摘される。[要出典]

シューベルト第3楽章 スケルツォ：アレグロ・ヴィヴァーチェ - トリオ：リステッソ・テンポ - ベルント・クルーガーによる打ち込み
この音声や映像がうまく視聴できない場合は、Help:音声・動画の再生をご覧ください。
- 第3楽章 スケルツォ：アレグロ・ヴィヴァーチェ - トリオ：リステッソ・テンポ
ニ長調 - ト長調、4分の3拍子。
弱起の付点リズムが特徴的なスケルツォ。

シューベルト第4楽章 ロンド：アレグロ・モデラート - ベルント・クルーガーによる打ち込み
この音声や映像がうまく視聴できない場合は、Help:音声・動画の再生をご覧ください。
- 第4楽章 ロンド：アレグロ・モデラート
ニ長調、4分の4拍子、ロンド形式。

- ピアノソナタ第17番 (シューベルト)